# Лори (певица)
Лори́ (фр. Lorie; полное имя: Ла́ура Песте́р, фр. Laure Pester) — французская певица и актриса. Лори продала более восьми миллионов копий своих пластинок. Кроме того, она владеет собственной линией одежды, которая продается только во французских бутиках «Z».

## Карьера

### Начало карьеры
Однажды Лори узнала, что продюсер Алекс Бранджеон ищет молодую девушку, которая умеет петь и танцевать. В результате она успешно прошла прослушивание и записала песню «Pres de moi». Однако композиция «Pres de moi» не понравилась ни одному рекорд-лейблу.
Тогда автор песни «Pres de moi» Джонни Виллиамс загрузил трек на сайт «peoplesound». Композицию скачали больше 15 000 раз только за первые два месяца. После этого рекорд-лейбл «Epic Group Project» (подразделение Sony Music France) заключил с Лори контракт. Девушке тогда было 18 лет.

### 2001—2002: Первый успех
В 2001 году «Pres de moi» все-таки вышла и имела умопомрачительный успех. Во Франции было продано более 500 000 экземпляров сингла. На волне успеха сингла исполнительница записала полноценный альбом с одноимённым названием, который увидел свет 30 октября 2001 года. Во Франции альбом стал трижды платиновым, продавшись тиражом свыше 750 000 копий.
В 2002 году певица выпустила вторую студийную пластинку «Tendrement». В чарте «French Albums Chart» диск занял первую строчку. В 2002 году во Франции было продано 720 000 копий альбома «Tendrement».
После выпуска альбома Лори Пестер отправилась в тур в его поддержку. По возвращении исполнительница написала книгу «Ma tournée», которая продалась тиражом свыше 200 000 экземпляров. Позднее дебютная пластинка певицы «Pres de moi» поступила в продажу в Японии. Переиздание «Pres de moi» включало в себя несколько новых треков.

### 2003: Первый релиз
В 2003 году состоялся релиз первого концертного DVD и CD Лори «Lorie Live Tour».

### 2004: Продолжение
В 2004 году вышел альбом «Attitudes». В Европе было продано свыше 350 000 копий альбома. В бельгийском и французских альбомных чартах «Attitudes» занял первую строчку.
Позднее дискография Lorie пополнилась пластинками — «Rester la meme» и «2lor en moi?».
Также Лори принимала участие в озвучивании фильмов: «Stuart Little 2», «The Incredibles» и «Tinker Bell» и сыграла в лентах «De Feu et de Glace», «The Young and the Restless» и «Un Mari de Trop».

## Туры
- 2002—2003: Live Tour
- 2004: Week End Tour 2004
- 2006: Live Tour 2006
- 2008: Le Tour 2LOR

## Хиты продаж
- 2002 : «Tous dans le même bateau» with Les Enfoirés
- 2003 : «La Foire aux Enfoirés» with Les Enfoirés
- 2003 : Pluri Elles, a Serge Lama album, on the song Les poètes
- 2004 : Le cœur des femmes with Combat Combo
- 2004 : «Les Enfoirés dans l’espace» with Les Enfoirés
- 2005 : «Le Train des Enfoirés» with Les Enfoirés
- 2005 : Et puis la terre, with A.S.I.E
- 2006 : «Le Village des Enfoirés» with Les Enfoirés
- 2007 : «La Caravane des Enfoirés» with Les Enfoirés
- 2007 : Lonely, with 2A.M
- 2008 : «Les Secrets des Enfoirés» with Les Enfoirés
- 2009 : «Les Enfoirés font leur cinéma» with Les Enfoirés
- 2010 : «Les Enfoirés… la Crise de Nerfs» with Les Enfoirés
- 2011 : «Dans l’oeil des Enfoirés» with Les Enfoirés

## Фильмография
- 2002 : Stuart Little 2 voicing Margalo
- 2005 : The Incredibles voicing Violette
- 2008 : Tinker Bell voicing Clochette
- 2008 : De Feu et de Glace as Alexia
- 2008 : The Young and the Restless as Juliette
- 2010 : Un Mari de Trop as Stephanie
- 2022 : Тайны герцогини[фр.]

## Саундтрек
- 2002 : Oser ses Rêves in the French soundtrack of Cinderella II: Dreams Come True

## Дискография
- 2001 : Près de Toi
- 2002 : Tendrement
- 2004 : Attitudes
- 2005 : Best Of
- 2005 : Rester la même
- 2007 : 2lor en moi ?
- 2011 : Regarde Moi

## DVD
- Je serai (ta meilleure amie)
- Près de Vous
- Tendrement Vôtre
- Live Tour
- Week End Tour
- Best Of
- Live Tour 2006